# Förbo AB

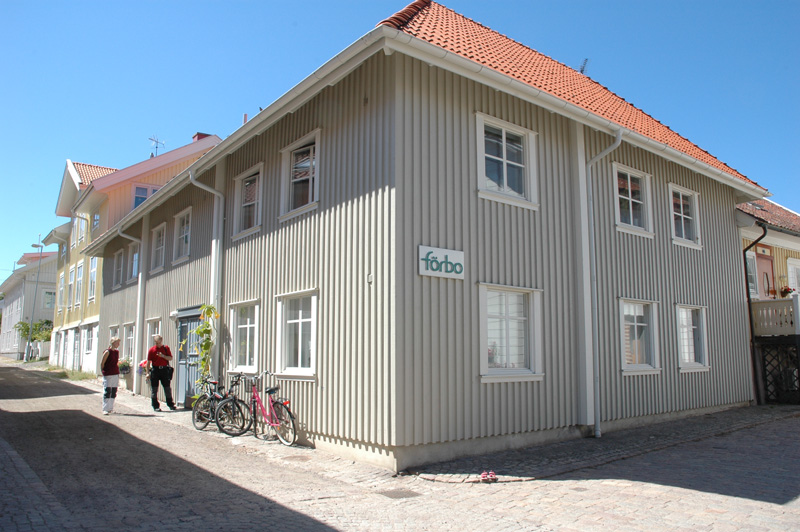
V Återvändsgatan 1

Förbo AB är ett kommunalt bostadsföretag som  ägs gemensamt av de fyra kommunerna Härryda, Mölndal, Lerum och Kungälv. Förbo äger bostäder för drygt 5 900 hushåll som är belägna i 62 olika områden, på 19 orter i de fyra kommunerna. Med ett brett geografiskt spektrum följer även ett brett bestånd i bondeform, allt från lägenheter i höghus till radhus med egen uteplats.
Förbo har funnits sedan 1966 och har ett sextiotal medarbetare där ungefär hälften arbetar i bostadsområdena som Förbovärdar.